# Iraq Petroleum Company
Iraq Petroleum Company (IPC), cunoscută înainte de 1929 ca Turkish Petroleum Company (denumită în continuare TPC), este o societate petrolieră care între 1925 și 1961 avea un monopol virtual asupra tuturor exploatărilor de resurse de petrol⁠(d) și producției de petrol⁠(<span title="producției|producției de petrol la Wikidata">d) în Irak.